# 1926 у літературі

## Нагороди
- Нобелівську премію з літератури отримала італійська письменниця Грація Деледда.

## Книги
- «Кінармія» — збірка оповідань Ісака Бабеля.
- «Убивство Роджера Екройда» — роман Агати Кристі.
- «Країна туманів» — роман Артура Конана Дойла.
- «Ральф 124c 41+» — футуристичний роман Х'юго Ґернсбека.
- «І сонце сходить» — роман Ернеста Хемінгуея.
- «Замок» — роман Франца Кафки.
- «Танцівниці з Ідзу» — повість Кавабати Ясунарі.
- «Вінні Пух» — дитяча книга Алана Мілна.
- «Машенька» — роман Володимира Набокова.
- «Людина може встати[en]» — третя частина тетралогії «Кінець параду» Форда Медокса Форда.

### П'єси
- «Дні Турбіних» — п'єса Михайла Булгакова.
- «Хулій Хурина» — комедія-фарс Миколи Куліша.

### Поезія
- «Дні» — збірка віршів Євгена Плужника.

## Народились
- 20 лютого — Річард Метісон, американський письменник.
- 3 березня — Звєрєв Ілля Юрійович, радянський прозаїк і драматург єврейського походження.
- 24 березня — Даріо Фо, італійський драматург, лауреат Нобелівської премії з літератури 1997 року.
- 31 березня — Джон Фаулз, англійський романіст, письменник, есеїст.
- 28 квітня — Гарпер Лі, американська письменниця, авторка роману «Убити пересмішника».
- 31 жовтня — Генрі Кітінг, англійський письменник (помер у 2011).
- 11 листопада — Хосе Мануель Кабальєро Бональд, іспанський письменник і поет.

## Померли
- 26 січня — Букура Думбрава, румунська романістка, пропагандистка культури, мандрівниця і теософ.
- 2 грудня — Юліус Палудан, данський письменник й історик літератури.
- 29 грудня — Райнер Марія Рільке, австрійський поет.